# Túlépítés
A túlépítés esetén a tulajdonos földjének határain túl építkezik, így az épület egy része saját telkén vagy az alatt, másik része pedig átnyúlik a szomszédos telekre vagy az alá. Ez vonatkozik minden más építményre is, például a garázs, járda, kerítés stb., azonban élő sövényre, drótkerítésre és egyéb könnyűszerkezetes építményekre nem, ezek eltávolítása követelhető. Túlépítő a föld tulajdonosán kívül lehet még az építő is, a sérelmet elszenvedő pedig lehet az adott föld haszonbérlője is.

## Jogkövetkezmények
A jogkövetkezmények szempontjából fontos a túlépítő jóhiszeműségének kérdése is; jóhiszemű akkor, ha nem tudta és rosszhiszemű akkor, ha tudta vagy kellő körültekintés mellett tudnia kellett volna, hogy földjének határain túl építkezik. Jóhiszemű túlépítés esetén a szomszéd választása szerint követelheti, hogy a beépített rész használatáért és az okozott értékcsökkenését kártalanítást fizessen; ha a föld megosztható, akkor a beépített részt vásárolja meg; valamint az egész földet vásárolja meg. Ez utóbbi csak akkor követelhető, ha a föld fennmaradó része használhatatlanná válik vagy a földdel kapcsolatos valamely jog vagy foglalkozás gyakorlása lehetetlenné vagy számottevően költségesebbé válna.
Rosszhiszemű túlépítő esetén a jóhiszeműtől követelhetőkön túl még választhatja, hogy a túlépítő földjét és az épületet adja el neki vagy az épületet bontsa le. Ez utóbbi esetén vizsgálni kell, hogy az okszerű gazdálkodásnak nem mond-e ellent. A bontás költségei a túlépítőt terhelik, a beépített anyagokat elviheti. A választás joga minden esetben a szomszédot illeti meg.